# Harvey S. Laidman
Harvey S. Laidman (* 22. Februar 1942 in Cleveland, Ohio; † 3. Januar 2025 in Simi Valley, Kalifornien) war ein US-amerikanischer Filmregisseur und -produzent.

## Leben
Laidman begann seine Arbeit 1970 als Regieassistent, so unter anderem an den im selben Jahr produzierten Katastrophenfilm Airport und dem 1973 gedrehten Science-Fiction-Film Der Sechs-Millionen-Dollar-Mann. 1975 versuchte sich Laidman kurzzeitig als Produzent an The Runaways, einem Abenteuerfilm unter der Regie von Harry Harris.
Dennoch blieb er dem Regieführen treu und stand bis ins Jahr 2004 für verschiedene Fernsehserien und Fernsehfilme wie Cowboy mit 300 PS hinter der Kamera.

## Filmografie
- Hawaii Fünf-Null
- Die Waltons
- Kojak
- Quincy
- Der unglaubliche Hulk
- Magnum, P.I.
- Falcon Crest
- Knight Rider
- Airwolf
- Matlock
- JAG – Im Auftrag der Ehre
- Eine himmlische Familie

## Auszeichnungen
Für seine Arbeit als Regieassistent an That Certain Summer, einem Drama aus dem Jahr 1972, wurde Laidman mit dem DGA-Award ausgezeichnet.